# Awkwafina
Lâm Gia Trân (tiếng Anh: Nora Lum, tiếng Trung: 林家珍, sinh ngày 2 tháng 6 năm 1988), thường được biết đến với nghệ danh Awkwafina, là một nữ diễn viên, nghệ sĩ hài kiêm rapper người Mỹ gốc Hoa. Được đánh giá là một trong những nữ diễn viên xuất sắc nhất trong thế hệ của mình, cô là chủ nhân của nhiều giải thưởng điện ảnh khác nhau, bao gồm một giải Quả cầu vàng, và các đề cử cho giải BAFTA, giải SAG và giải AACTA.
Sinh ra và lớn lên tại New York, Awkwafina bắt đầu sự nghiệp của mình ở mảng âm nhạc. Cô trở nên nổi tiếng vào năm 2012 khi bài hát rap "My Vag" của cô trở nên nổi tiếng trên YouTube. Năm 2014, cô phát hành album đầu tay có tựa là Yellow Ranger, và xuất hiện trong loạt phim hài của MTV Girl Code (2014–2015). Năm 2018, cô phát hành album thứ hai của mình có tựa là In Fina We Trust.
Từ năm 2016, Awkwafina dần lấn sang ngành điện ảnh và đã tham gia một số vai phụ trong các bộ phim khác nhau như Hàng xóm ôn dịch 2 (2016), Băng cướp thế kỷ: Đẳng cấp quý cô (2018), Con nhà siêu giàu châu Á (2018), và Trò chơi kỳ ảo: Thăng cấp (2019). Năm 2019, với vai diễn chính của mình trong Lời từ biệt, Awkwafina đã nhận được sự hoan nghênh của giới phê bình và giành được giải Quả cầu vàng cho nữ diễn viên phim ca nhạc hoặc phim hài xuất sắc nhất, trở thành người phụ nữ gốc Á đầu tiên giành giải Quả cầu vàng ở bất kỳ hạng mục nữ diễn viên chính trong phim. Cô đồng thời cũng giành được giải Satellite cho nữ diễn viên chính xuất sắc nhất và được đề cử cho hạng mục Ngôi sao mới nổi của giải BAFTA và giải BFCA cho nữ diễn viên chính xuất sắc nhất. Đầu năm 2020, cô đã sáng lập, viết kịch bản và làm giám đốc sản xuất cho loạt phim truyền hình của Comedy Central, Awkwafina Is Nora from Queens, trong đó cô đóng vai chính là phiên bản hư cấu của mình.

## Cuộc đời
Awkwafina được sinh ra tại thành phố New York, có cha là người Mỹ gốc Hoa, Wally, và một người mẹ nhập cư Hàn Quốc, Tia, một họa sĩ. Cô lớn lên ở Forest Hills, Queens. Mẹ cô qua đời khi Lum lên bốn, và cô được cha và ông bà nội nuôi nấng, trở nên đặc biệt thân thiết với bà nội. Một trong những ông cố của bà là một người nhập cư Trung Quốc vào những năm 1940, người đã mở nhà hàng Quảng Đông Lum's ở Flushing, Queens, một trong những nhà hàng Trung Quốc đầu tiên của khu phố.
Cô học tại trường trung học LaGuardia nơi cô chơi kèn và được đào tạo về âm nhạc cổ điển và nhạc jazz. Năm 16 tuổi, cô lấy nghệ danh Awkwafina, "đây hẳn là một mặt mà tôi đã kìm nén" và thay đổi cái tôi thành tính cách "trầm lặng và thụ động" hơn trong những năm học đại học. Lum học chuyên ngành báo chí và nghiên cứu về phụ nữ tại Đại học Albany, Đại học Bang New York. Từ năm 2006 đến 2008, Lum theo học Đại học Ngôn ngữ và Văn hóa Bắc Kinh tại Trung Quốc, nơi cô học tiếng Quan Thoại.
Awkwafina nói rằng Charles Bukowski, Anaïs Nin, Joan Didion, Tom Waits và Chet Baker là những người đầu tiên ảnh hưởng tới cô. Trước khi hoạt động trong ngành giải trí, cô là thực tập sinh tại các ấn phẩm địa phương ở New York Gotham Gazette và tờ báo Times Union ở Albany, và là trợ lý công khai cho nhà xuất bản Rodale.

## Sự nghiệp

### Âm nhạc
Awkwafina bắt đầu đọc rap kể từ năm 13. Vào năm 2012, cô nổi tiếng với bài hát "My Vag", một cách đáp trả với bài hát " My Dick " của Mickey Avalon. Video âm nhạc đã thu hút được hơn bốn triệu lượt xem trên YouTube. Album solo Hip hop của cô Yellow Ranger được phát hành vào ngày 11 tháng 2 năm 2014. Album bao gồm 11 bài hát và bao gồm một số đĩa đơn trước đây của cô được phát hành qua YouTube, bao gồm cả ca khúc chủ đề "Yellow Ranger", "Queef" và "NYC Bitche $".
Cô là một phần của đội hình tại Lễ hội tối cao của Tenacity D vào ngày 25 tháng 10 năm 2014. Năm 2016, cô hợp tác với diễn viên hài Margaret Cho trong "Green Tea", một bài hát chế giễu những định kiến của Châu Á.
Cô đã phát hành đĩa nhựa có tên In Fina We Trust, gồm 7 bài hát vào ngày 8 tháng 6 năm 2018.

### Diễn xuất

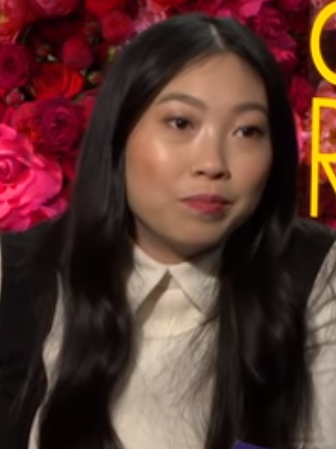
Awkwafina quảng bá phim Crazy Rich Asians năm 2018

#### Phim truyện
Awkwafina được nhắc tới trong bộ phim tài liệu Bad Rap năm 2016, bộ phim được chính thức lựa chọn công chiếu tại Liên hoan phim Tribeca 2016. Bộ phim giúp cô cũng như các rapper người Mỹ gốc Á khác như Dumbfoundead, Rekstizzy và Lyricks  trở thành tâm điểm chú ý.
Năm 2016, Awkwafina đã đóng một vai phụ là Christine, một thành viên của Kappa Nu trong Neighbor 2: Sorority Rising, và lồng tiếng cho nhân vật Quail trong bộ phim hài hoạt hình Stork. Năm 2018, cô đóng vai chính trong bộ phim hài Dude, đóng vai Rebecca, một trong bốn người bạn thân nhất trong phim. Cô là một trong dàn diễn viên chính trong Ocean's 8, phần phụ nữ toàn tập của Ocean's Trilogy. Sau đó cô hợp tác trong bộ phim Crazy Rich Asians, đạo diễn bởi John M. Chu. Cô đóng vai Goh Peik Lin, một người bạn đại học người Singapore của nhân vật chính Rachel Chu (Constance Wu).
Năm 2019, cô tham gia bộ phim The Farewell, do Lulu Wang đạo diễn. Bộ phim đã nhận được nhiều lời khen ngợi từ giới phê bình và cô đóng vai chính của Billi, một nhà văn đến thăm bà ngoại của cô ở Trung Quốc. Nó đã giúp mang lại cho cô một đề cử cho giải Quả cầu vàng cho Nữ diễn viên xuất sắc nhất - Phim hài hay nhạc kịch. Cô lồng tiếng cho Courtney trong The Angry Birds Movie 2, và đóng vai Yu trong bộ phim giả tưởng Paradise Hills.
Những bộ phim khác của cô bao gồm Jumanji: The Next Level, The SpongeBob Movie: Sponge on the Run, Breaking News ở Yuba County, The Prom, và chuyển thể trực tiếp của The Little Mermaid. Tại San Diego Comic Con 2019, đã có thông báo rằng Awkwafina sẽ tham gia bộ phim Shang-Chi và huyền thoại Thập Luân (2021) cùng với Simu Liu trong vai Shang-Chi và Lương Triều Vỹ trong vai Văn Vũ.

#### Truyền hình và web series
Vào năm 2014, Awkwafina đã tham gia ở mùa thứ ba của phim truyền hình Girl Code, xuất hiện trong sáu tập của mùa thứ ba và thứ tư. Vào năm 2015, cô đã từng là một trong những người dẫn chương trình của Girl Code Live trên MTV. Cô là người dẫn chương trình web show trò chuyện ngắn tự tạo Tawk từ 2015 đến 2017. Chương trình đã thắng giải danh hiệu chính thức tại lễ trao giải Webby 2016 và được đề cử cho Giải thưởng Streamy 2016 trong hạng mục Tin tức và Văn hóa.
Cô có một vai diễn cố định trong loạt phim gốc Người đàn ông tương lai của Hulu năm 2017. Cô đã dẫn chương trình MMVA iHeartRadio vào năm 2018. Vào ngày 6 tháng 10 năm 2018, cô đã trở thành nữ minh tinh người Mỹ gốc Á thứ hai (sau Lucy Liu, trong một tập phim Awkwafina trích dẫn là Lucy là nguồn cảm hứng cho cô để một ngày nào đó đủ nổi tiếng để dẫn chương trình SNL) dẫn chương trình Saturday Night Live. Ấn tượng về người nổi tiếng của cô được đề cập trong chương trình tập đó là Sandra Oh (người cũng trở thành nữ minh tinh Canada gốc Á đầu tiên dẫn một tập SNL trong cùng một mùa và là nữ minh tinh người Mỹ gốc Á thứ ba dẫn trong lịch sử chương trình). Cô sẽ tham gia loạt phim hài sắp tới Awkwafina Is Nora từ Queens, cô cũng là nhà văn và nhà sản xuất điều hành của chương trình.

### Hoạt động, viết lách
Awkwafina đã bày tỏ sự ủng hộ cho Time's Up, một phong trào được bắt đầu bởi những người nổi tiếng Hollywood chống lại sự quấy rối tình dục. Cô cũng đã ủng hộ cho sự cần thiết của nữ giới trong những vai trò đạo diễn và chống lại những định kiến của truyền thông về người Châu Á.  
Awkwafina được vinh danh là Nghệ sĩ Nữ đột phá của năm của Kore Asian Media vào tháng 12 năm 2017. Cô là nghệ sĩ quảng cáo trong chiến dịch "Logo Remix" của Gap, trong đó quảng bá các nghệ sĩ sắp ra mắt, những người "đang pha trộn văn hóa sáng tạo theo cách riêng của họ", chẳng hạn như SZA, Sabrina Claudio và Naomi Watanabe.
Vào năm 2015, cô đã phát hành một cuốn sách hướng dẫn, Awkwafina's NYC, hướng dẫn du lịch của cô đến thành phố New York.

## Danh sách phim

### Điện ảnh
| Năm  | Phim                                   | Vai             | Ghi chú       |
| ---- | -------------------------------------- | --------------- | ------------- |
| 2016 | Bad Rap                                | Chính mình      | Phim tài liệu |
| 2016 | Neighbors 2: Sorority Rising           | Christine       |               |
| 2016 | Tiểu đội cò bay                        | Quail           | Lồng tiếng    |
| 2018 | Dude                                   | Rebecca         |               |
| 2018 | Băng cướp thế kỷ: Đẳng cấp quý cô      | Constance       |               |
| 2018 | Crazy Rich Asian                       | Goh Peik Lin    |               |
| 2019 | Lời từ biệt                            | Billy Wang      |               |
| 2019 | Paradise Hills                         | Yu              |               |
| 2019 | The Angry Birds Movie 2                | Courtney        | Lồng tiếng    |
| 2019 | Between Two Ferns: The Movie           | Chính mình      |               |
| 2019 | Trò chơi kỳ ảo: Thăng cấp              | Ming Fleefoot   |               |
| 2020 | The SpongeBob Movie: Sponge on the Run | Otto            | Lồng tiếng    |
| 2021 | Breaking News in Yuba County           | Mina            |               |
| 2021 | Raya và rồng thần cuối cùng            | Sisu            | Lồng tiếng    |
| 2021 | Shang-Chi và huyền thoại Thập Luân     | Katy (Thụy Văn) |               |
| 2021 | Swan Song                              | Kate            |               |
| 2022 | Những kẻ xấu xa                        | Cô Nhện         | Lồng tiếng    |
| 2023 | Renfield: Tay sai của quỷ              | Rebecca         |               |
| 2023 | Nàng tiên cá                           | Scuttle         | Lồng tiếng    |
| 2023 | Nhà vịt di cư                          |                 | Lồng tiếng    |
| 2024 | Kung Fu Panda 4                        | Zhen            | Lồng tiếng    |

## Danh sách đĩa hát

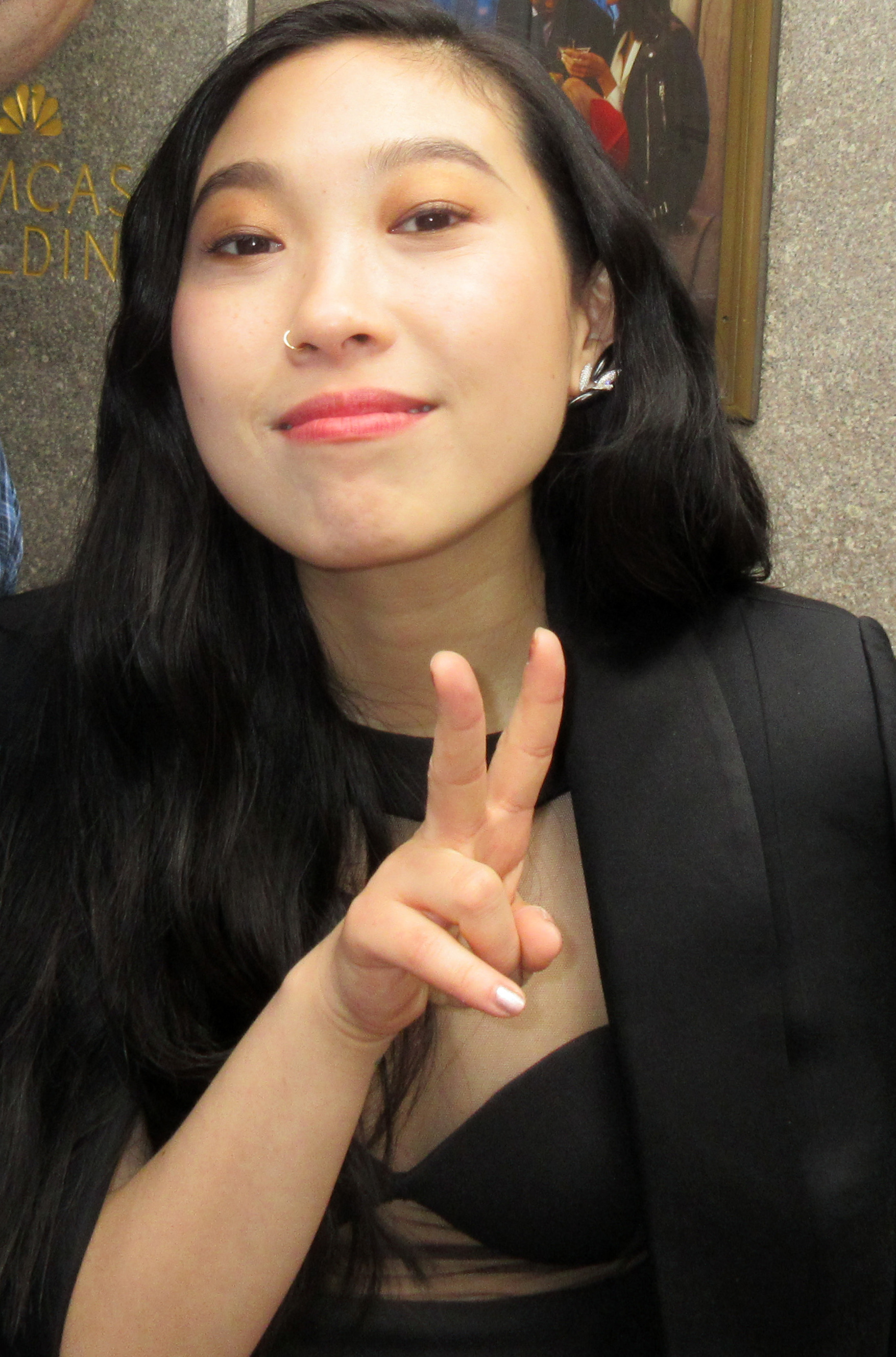
Awkwafina vào năm 2018

### Album
| Tiêu đề          | Chi tiết                                                                                      |
| ---------------- | --------------------------------------------------------------------------------------------- |
| Yellow Ranger    | - Phát hành: ngày 11 tháng 2 năm 2014 - Nhãn: tự phát hành - Định dạng: Tải xuống kỹ thuật số |
| In Fina We Trust | - Phát hành: ngày 8 tháng 6 năm 2018 - Nhãn: tự phát hành - Định dạng: Tải xuống kỹ thuật số  |

### Đĩa hát đơn
| Tiêu đề                              | Năm | Album            |
| ------------------------------------ | --- | ---------------- |
| "My Vag"                             | data-sort-value="" style="background: var(--background-color-interactive, #ececec); color: var(--color-base, inherit); vertical-align: middle; text-align: center; " class="table-na" \| Non-album single                     |                  |
| "NYC Bitche$"                        | 2013 | Yellow Ranger    |
| "Mayor Bloomberg (Giant Margaritas)" | 2013 | Yellow Ranger    |
| "Queef"                              | 2013 | Yellow Ranger    |
| "Daydreaming"                        | 2014 \| rowspan="4" data-sort-value="" style="background: var(--background-color-interactive, #ececec); color: var(--color-base, inherit); vertical-align: middle; text-align: center; " class="table-na" \| Non-album single |                  |
| "Come Stop Me" (feat. Dumbfoundead)  | 2014 \| rowspan="4" data-sort-value="" style="background: var(--background-color-interactive, #ececec); color: var(--color-base, inherit); vertical-align: middle; text-align: center; " class="table-na" \| Non-album single |                  |
| "Yellow Alert" (feat. Dumbfoundead)  | 2016 |                  |
| "Green Tea" (feat. Margaret Cho)     | 2016 |                  |
| "Pockiez"                            | 2018 | In Fina We Trust |